# Stanga (Vicenza)
La Stanga è un quartiere di Vicenza,  appartenente alla terza circoscrizione, all'uscita della città verso est subito dopo il quartiere di San Pio X e prima del quartiere di Bertesinella; essendo ormai completamente fuso con questi ultimi, di più recente espansione, i confini civili ed ecclesiastici sono piuttosto incerti.

## Toponimo
Il nome "stanga" deriva dalla trave che veniva posta di traverso alla strada per arrestare il transito, in genere allo scopo di esigere il pagamento del pedaggio o dazio, oppure per indicare il confine di un territorio o di una località, che veniva quindi delimitata "de stanga ad stangam". A Vicenza la stanga orientale era posta nel luogo dove in seguito fu creato il passaggio a livello della ferrovia, mentre l'altra era situata a ovest della città, presso Ponte Alto. Il "diritto di barriera", previsto dagli statuti comunali, fu abolito il 1 gennaio 1811.

## Storia
Il nome di "contrada della Stanga" ricorre nelle guide numeriche municipali del 1858 e del 1888 ed era dato alla zona di campagna e al tronco della strada di grande comunicazione che poi prosegue come Padana Superiore verso Padova, nonostante quest'ultimo tratto fosse attraversato, a partire dal 1846, dalla linea ferroviaria Vicenza-Padova, per cui era necessario superare un passaggio a livello.

## Monumenti e luoghi d'interesse

### Edifici religiosi

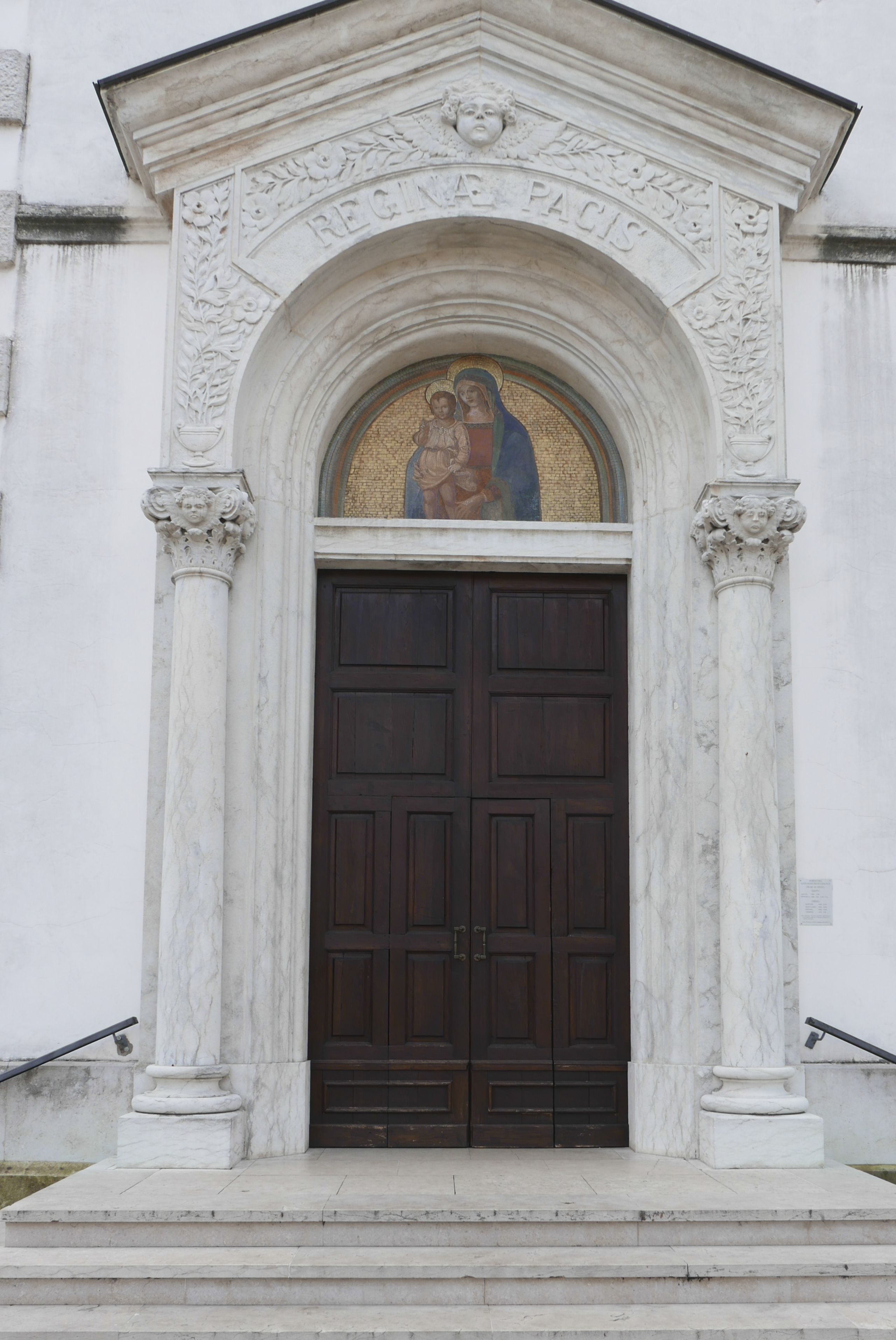
Chiesa della Madonna della Pace, portale.

Chiesa parrocchiale di Santa Maria Regina della Pace
La chiesa riveste un particolare valore civile e religioso, essendo stata voluta e realizzata alla fine della prima guerra mondiale come tempio votivo, dedicato alla Madonna Regina della Pace. È luogo di culto per una comunità di circa 10.000 abitanti, comprendente anche la comunità cattolica della vicina Caserma Ederle.
La struttura è costruita in sobrie ma eleganti linee neogotiche d'oltralpe. Le navate presentano un controsoffitto piano, con struttura portante in legno a travoni trasversali, sorretti da colonnine su mensole, aggettanti rispetto alle pareti della navata. Il controsoffitto si raccorda alle cornici delle campate con velette curvilinee, decorate a tempera a motivi geometrici o vegetali stilizzati, organizzati a fasce e cordelline.
L'interno della chiesa - così come appare da alcune foto d'epoca - aveva un ricco apparato decorativo, che sottolineava con fregi a tempera a motivi geometrici tutti gli elementi architettonici. Il restauro completo degli interni - effettuato nel 2001-2006 - ha ripristinato gli apparati decorativi in pietra, marmo e stucco (colonne, capitelli, altari, mensole, colonnine, volute) oltre alle decorazioni a tempera delle pareti.

### Ville
Villa Ca' Impenta

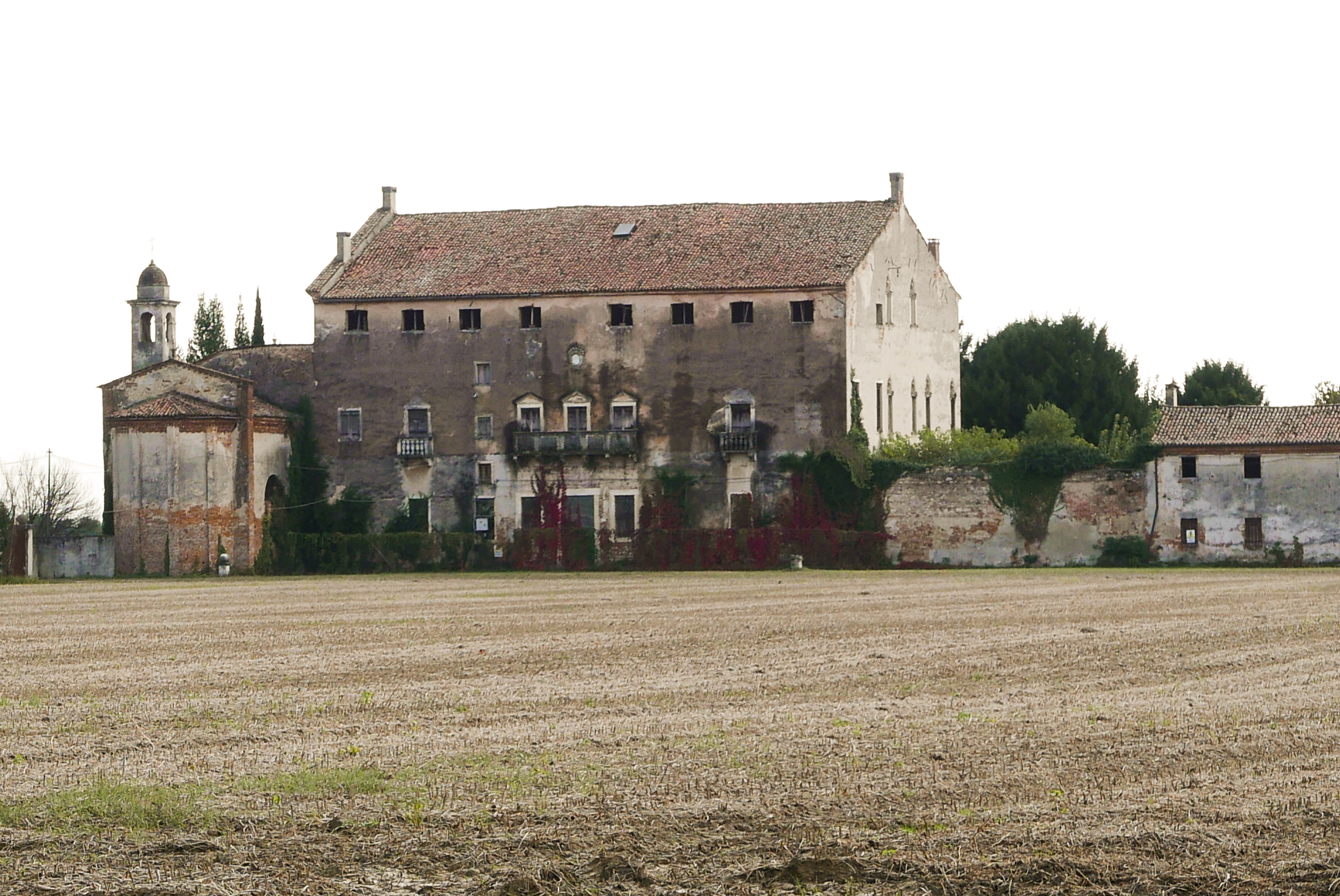
Villa e oratorio della Ca' Impenta

L'appellativo Ca' Impenta (“casa dipinta“), che veniva attribuito anche a tutta la vasta zona di campagna circostante, deriva dagli affreschi che un tempo decoravano la facciata della villa, ora scomparsi.

### Altro
Caserma "Carlo Ederle"
Prende il nome dall'ufficiale di artiglieria Carlo Ederle, pluridecorato della prima guerra mondiale. 
Già base dell'Esercito Italiano, nel 1955 ospitò le prime truppe americane che lasciavano l'Austria. Viene utilizzata dall'Esercito degli Stati Uniti come base dell'United States Army Africa e guarnigione di diverse unità operanti in Europa, assieme alla caserma "Del Din" situata dalla parte opposta della città.